# Alchemilla supina
Alchemilla supina är en rosväxtart som beskrevs av Sergei Vasilievich Juzepczuk. Alchemilla supina ingår i släktet daggkåpor, och familjen rosväxter. Inga underarter finns listade i Catalogue of Life.